# Steven Curtis Chapman
Steven Curtis Chapman är en amerikansk musiker, kompositör och textförfattare.
Han har vunnit 5 Grammys och sålt över 10 miljoner album.
Han är gift med Mary Beth Chapman och paret har fem barn.

## Familj
Steven är gift med Mary Beth Chapman och paret har fem barn (varav två är adopterade från Kina): Emily, Caleb, Will Franklin, Shaohannah och Stevey Joy. Paret hade även adoptivdottern Maria Sue, men hon omkom i en olycka 2008.

## Diskografi
- First Hand (1987)
- Real Life Conversations (1988)
- More to This Life. (1989)
- For the Sake of the call (1990)
- The Great Adventure (1992)
- The Live Adventure (1993)
- Heaven in the Real World (1994)
- The Music of Christmas (1995)
- Signs of Life (1996)
- Greatest Hits (1997)
- Speechless (1999)
- Declaration (2001)
- All About Love (2003)
- All Things New (2004) – 300,000
- Christmas Is All in the Heart (Hallmark Exclusive) (2003)
- The Abbey Road Sessions (2005)
- All I Really Want for Christmas (2005)
- This Moment (2007)
- This Moment - Special Edition (2007)
- This Moment - Cinderella Edition (2008)
- Beauty Will Rise (2009)
- re:creation (2011)
- JOY (2012)
- Deep Roots (2013)
- The Glorious Unfolding (2013)
- Worship and Believe (2016)
- Deeper Roots: Where the Bluegrass Grows (2019)

## Fotnoter
1. ↑  http://christianmusic.about.com/od/alprofiles/p/prscc.htm Arkiverad 6 februari 2012 hämtat från the Wayback Machine.  Arkiverad 6 februari 2012 hämtat från the Wayback Machine.
2. ↑   http://marybethchapman.com/about/
3. ↑  http://www.foxnews.com/story/0,2933,357046,00.html Arkiverad 27 mars 2012 hämtat från the Wayback Machine.  Arkiverad 27 mars 2012 hämtat från the Wayback Machine.